# Conor McGregor
Conor Anthony McGregor (irsky Conchúr Antóin Mac Gréagóir; * 14. července 1988 Dublin) je irský bojovník smíšených bojových umění (MMA), bývalý šampion UFC v lehké a pérové váze a také bývalý šampion pérové a lehké váhy v Cage Warriors (CWFC).

## Pozadí
McGregor začal s profesionálním MMA v roce 2008, poté co opustil své dosavadní zaměstnání jako instalatér. V roce 2009 se zúčastnil turnaje UFC 93 a byl tak inspirován zkušeností, že začal žít svůj sen, že jednoho dne si udělá kariéru v Ultimate Fighting Championship. McGregor trénuje pod vedením Johna Kavanagha, který je prvním Irem, co získal černý pás v brazilském jiu jitsu v jeho týmu SBG Ireland. Conor byl vždy zapálený do bojování a bojové sporty mu nebyly cizí, když už trénoval box. Se základním boxem také cvičil taekwondo, karate, capoeiru a kickbox před soutěžemi v profesionálním MMA. Po zápase s Dustinem Poirierem byl Kavanaghem povýšen na hnědý pás. V týmu SBG trénuje po boku bojovníků z UFC jako jsou Cathal Pendred nebo Gunnar Nelson.

## MMA kariéra

### Raná kariéra
Svůj debut v profesionálním MMA měl Conor McGregor 9. března 2009 na Cage of Truth 2, kdy porazil v druhém kole Garyho Morrise na TKO.
Roku 2011 McGregor zahájil nepřerušenou řadu 13 výher. Během tohoto období vyhrál jeden z nejrychlejších zaznamenaných knockoutů v MMA, boj skončil za 4 sekundy na Immortal Fighting Championship v irském Letterkenny. V roce 2012 McGregor vyhrál titul mistra pérové a lehké váhy v CWFC a stal se tak prvním Irem, který držel tituly ve dvou divizích zároveň. Tento fakt vedl ke značné pozornosti na fórech MMA a McGregor vzrostl v evropských žebříčcích, což pak vedlo k zájmu UFC.

## Ultimate Fighting Championship
V únoru 2013 UFC oznámila, že s McGregorem podepsala smlouvu. Tím se Conor McGregor stal po kolegovi z SBG Tomu Eganovi teprve druhým bojovníkem z Irska, který zápasí v UFC.
6. dubna 2013 McGregor debutoval v UFC proti Marcusovi Brimageovi na předběžném zápase UFC on Fuel TV: Mousasi vs. Latifi. Zápas vyhrál na TKO na začátku druhé minuty prvního kola a získal cenu Nejlepší knockout večera.
Na UFC Fight Night 26 17. srpna 2013 se měl McGregor setkat v oktagonu s Andym Oglem. Nicméně Ogle ze zápasu odstoupil kvůli zranění a byl nahrazen Maxem Hollowayem. McGregor zápas vyhrál na body, ale během souboje si poranil přední křížové vazy na koleni a potřeboval chirurgický zákrok, který ho indisponoval na dalších 10 měsíců.
Dne 19. července 2014 na UFC Fight Night 46 se měl Mcgregor utkat s Cole Millerem, ale kvůli zraněnému palci Miller ze zápasu odstoupil a za něj nastoupil Diego Brandão. McGregor zvítězil v prvním kole na TKO. Vítězství mu také přineslo ocenění Performance of the Night (Výkon večera).
Na zápase v rámci akce UFC 178 dne 27. září 2014 čelil McGregor Američanovi Dustinu Poirierovi. McGregor zvítězil v prvním kole na TKO a stal se tak prvním mužem, který porazil Dustina Poirera na KO/TKO. Vítězstvím se také zasloužil o druhé ocenění Performance of the Night.

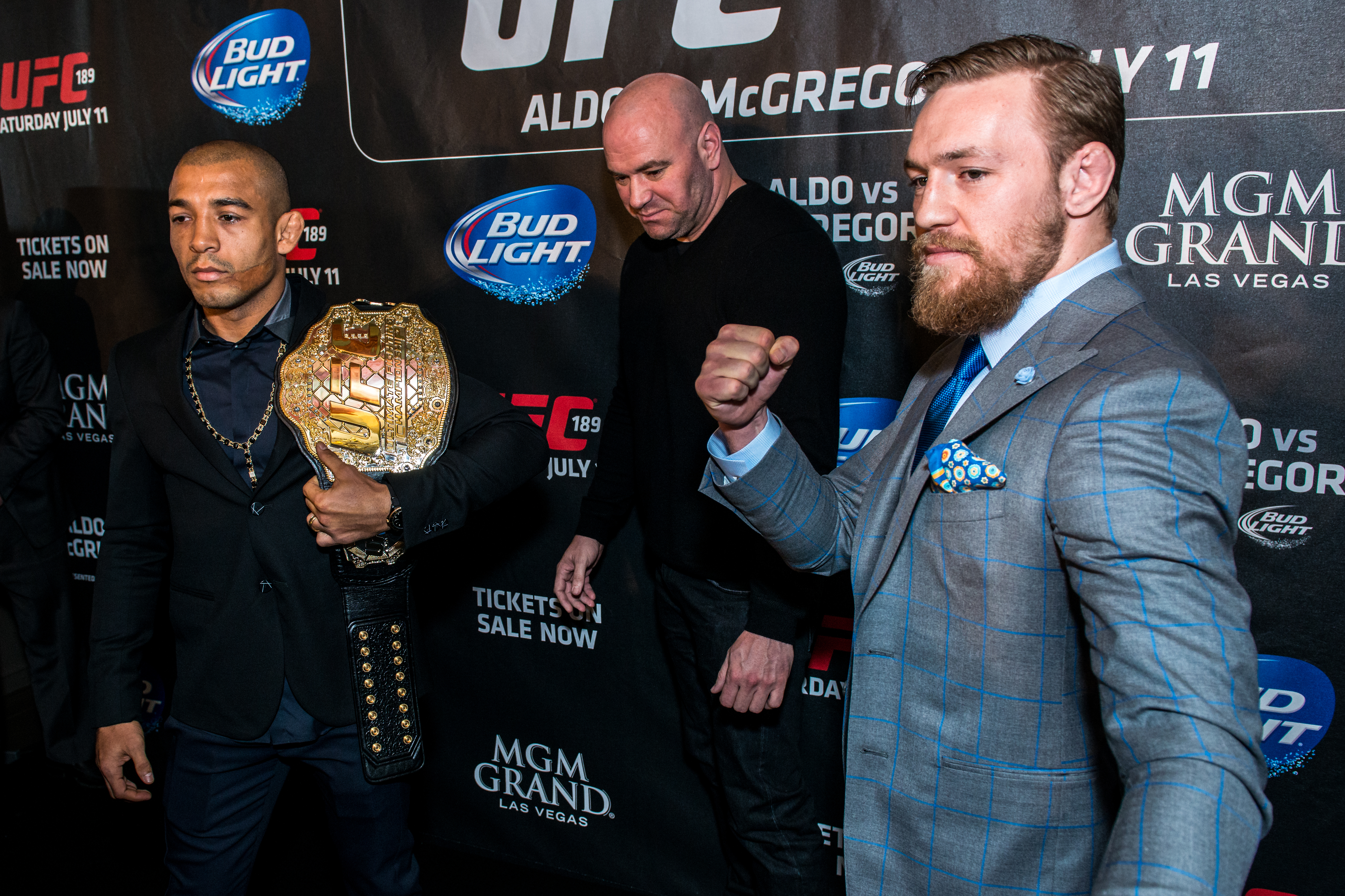
McGregor (napravo), Dana White (uprostřed) and José Aldo (nalevo) v Londýně v roce 2015.

Dne 18. ledna 2015 se odehrál zápas mezi McGregorem a Dennisem Siverem. McGregor zvítězil v druhém kole na TKO a získal své třetí ocenění Performance of the Night. Po zápase McGregor vyskočil z klece a vyzval šampiona UFC v pérové váze Josého Alda. Zápas se měl udát na akci UFC 189, kdy se však krátce před zápasem Aldo zranil a i přesto, že podle doktorů byl schopný bojovat, ze zápasu odstoupil a na jeho místo nastoupil 1. muž v řebříčku pérové váhy americký zápasník Chad Mendes. I přes zranění kolene zápas vyhrál McGregor v těžkém zápase nahoru dolu s vynikajícím bojovníkem, který několikrát dominoval na zemi, a dokázal Mc Gregorovi zasadit několik loktů a úderů, a vítězství přiblížil viditelně na svou stranu. Mendes ale po několika chybách inkasoval těžký úder, a začal zpomalovat. To se v tomto krvavém zápase začal vracet do hry Conor Mc Gregor, který na konci druhé minuty druhého kola několikrát chytil Mendeze serií precizních úderů, které jeho soupeř nedokázal ustát, a po několika pokusech se zachránit rozhodčí ukončil zápas Zápas skončil jako technické K.O. a Mc Gregor si vysloužil dočasný titul UFC šampiona, což vedlo k jeho boji o opravdový titul proti Jose Aldovi 12. prosince 2015 na akci UFC 194. K té Mc Gregor vyhlásil Aldovi válku. Během promoakcí okolo zápasu nevynechal jedinou příležitost aby José Alda, legendárního zápasníka znervóznil, a byla to Mc Gregorova suverenita a naprostá neprůstřelnost, která dokázala veterána Alda nahlodat. Conor Mc Gregor potom l 10 let neporaženého šampiona knockoutoval za pouhých 13 sekund a ustavil tak nejrychlejší k.o. v zápase o titul šampiona UFC.
McGregor následně vyzval o titul i šampiona lehké váhy Rafaela Dos Anjos, který však taktéž odstoupil ze zápasu kvůli zranění nohy. Na jeho místo nastoupil veterán ultimátních zápasů Nate Diaz. Kvůli Diazovi neschopnosti zhubnout na potřebnou váhu se zápas odehrál ve welterové váze, tudíž o dvě váhové kategorie výš, než byl McGregorův poslední zápas. McGregor zápas kontroloval v první části, dokud se nerozjela velká výměna. V ní se oba soupeři trefovali jeden do druhého ve velkém stylu. Gregorovy údery Diaze dokázaly zbrzdit, ale Mc Gregor inkasoval několik velkých úderů. A zatímco se Ir se časem unavil, byl to podobně zkrvavený Nate Diaz, který dokázal postupně převzít kontrolu. Díky své fantastické kondici Diaz nakonec unavil Mc Gregora, který zápas ve druhém kole v čase 4:12 vzdal během rear-naked-choke (škrcení). Byla to první prohra nejslavnějšího irského zápasníka mma v UFC . Nate Diaz tak získal Mc Gregorův skalp vůbec jako první.

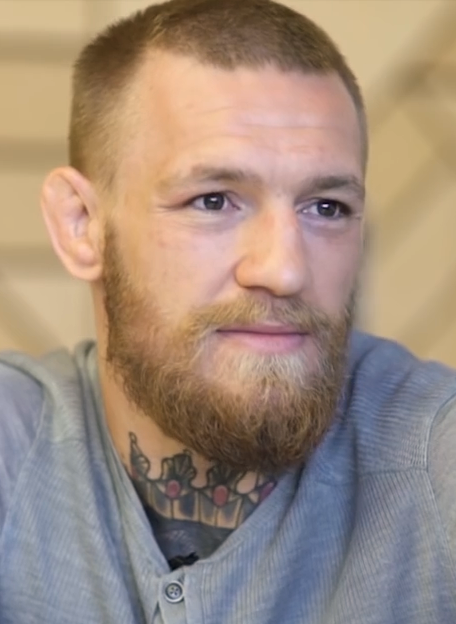
Conor McGregor v roce 2016

Gregor prakticky hned po prohře s Diazem žádal o odvetu v té samé váze. Šanci dostal na akci UFC 202 20. srpna 2016. McGregor v zápase dokázal dominovat,a kontrolovat situaci převážně ze začátku zápasu, kontroloval i druhé kolo, kdy dokázal Diaze zasáhnout dvěma ostrými kopy, které dostaly Diaze až na zem, a zpomalily ho, přesto ne úplně. Celou pátou minutu však Diaz nebyl schopen najít žádnou protizbraň na Ira, který dokázal zpracovávat svého soupeře přesným ostřelováním. Byly to ale poslední dvě minuty druhého kola, kdy ho Nate Diaz dostal do několika těžkých situací, a trvalým tlakem dokázal přinutit soupeře chybovat, a začít hrát o čas. Po opatrnějším začátku ve třetím kole, začal Mc Gregor těžce dýchat, a i když stále dokázal elegantně Diazovi přidat několik pěkných zásahů, body mu nesly také okamžiky kdy dokázal kontrovat. Polovina třetího kola se nesla v duchu těsného a bolavého klinče. Zhruba 2 minuty do konce kola začal Mc Gregor viditelně selhávat kondičně, kdy musel hledat prostor, aby unikl a nabral dech. Toho využil Diaz, který poslední minutu kola dostal pod neskutečný tlak, a začal svého protivníka jednoznačně zpracovávat jedním úderem za druhým, a následně v klinči skóroval i přesnými a tvrdými lokty. To nutilo Mc Gregora k defenzivnímu a zoufalému boji o přežití do posledních okamžiků třetího kola. Čtvrté kolo přineslo doslova otevřené rány, Trefil se Diaz, kontroval Mc Gregor, celou dobu vestoje, oba ve vyrovnaném kole, i když tempo osláblo. 2:40 do konce čtvrtého kola začal Mc Gregor vyloženě utíkat, aby nabral dech na rozhodující zbytek zápasu. Ale Diaz se stále dobře držel, zatímco Ir začal viditelně slábnout. Nabrat dech dokázal Mc Gregor naštěstí těsně před koncem čtvrtého kola. Získal iniciativu a dostal Diaze do úzkých, Páté kolo bylo opět vyrovnané, kdy se v tlaku střídali oba borci, Na řadu zase přišel klinč, a oťukávání, Poslední minuta a půl se nesla v duchu pokusů o takedown u obou zápasníků. Ten se nakonec povedl Diazovi, který dostal Mc Gregora pod sebe a do tlaku, kdy se mu povedlo přidat další zásahy. Jeho rozjetou koncovku, která mohla otočit zápas zastavila siréna konce kola. Druhý společný zápas byl znovu náročnou vytrvalostní a bolavou bitvu, kterou ale tentokrát vyhrál na body Mc Gregor. Přesto se zčásti považuje výsledek za tendenční, sporná jsou i posouzení rozhodčích. Někteří fanoušci označili výsledek za "krádež" vítězství Natea Diaze. Objektivnější v případě výsledku odvety by byla pravděpodobně remíza. Určitou roli hrál fakt, že Conor Mc Gregor dokázal srovnat svou fyzickou výdrž tam, kde v zápase předtím selhávala, ve druhém zápasu navíc celých 25 minut. I tak v něm měl irský zápasník momenty, kdy začal slábnout, a musel hrát o čas. Naopak Diaz měl v zápase několik velmi dominantních okamžiků. Dokázal Mc Gregorovi uštědřit pár skvělých a velkých tref, z nichž několik z nich dokázalo soupeře rozhodit. Ten pak opět musel šetřit cenné vteřiny lehkým kroužením po Oktagonu, za výsměchu Diaze. Navíc v úplně posledních okamžicích zápasu se povedlo Diazovi dostat Ira na zem, a skoro vypadalo, že získá štěstí na svou stranu. .Na zásadní obrat mu potom ale chybělo pár desítek vteřin, protože jeho snahu přerušil konec zápasu.
Po tomto významném vítězství McGregor nastoupil proti novému šampionovi lehké váhy Eddiemu Alvarezovi na akci UFC 205 12. listopadu 2016. Nového šampiona víckrát položil úderem na zem a dominantním výkonem zápas vyhrál na TKO v druhém kole, čímž se stal tak nejen prvním bojovníkem, který držel v UFC tituly ve dvou divizích najednou ale taky jediným bojovníkem v UFC historii, který vyhrál zápasy ve třech váhových divizích během pouhého roku.
Poté, o dva roky později, byl zbaven titulu pro neobhajování a blokování divize. Titul byl předán Chabibu Nurmagomedovi, když porazil Ala Iaquintu.

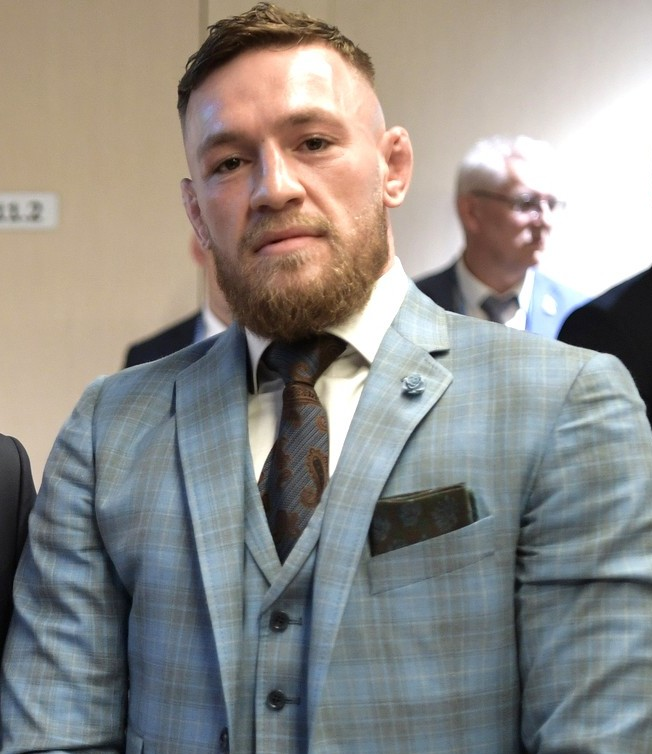
Conor McGregor v roce 2018

Dne 6. října 2018 proběhl McGregorův návrat do klece. Jeho soupeřem na akci UFC 229 byl dosud neporažený šampion lehké váhy Chabib Nurmagomedov (27 vítězství). Ten byl v zápase aktivnější, několikrát strhl McGregora k zemi a tam uplatňoval svůj lepší grappling. Ve třetím kole McGregor dokázal to co nikdo jiný, vyhrál ho. Chabib nikdy dosud neprohrál jediné kolo.[zdroj?] Nakonec ale ve 4. kole nasadil škrcení na bradu zvané neck-crank a McGregor musel odklepat a vzdát. Zápas měl nepříjemnou dohru, když Chabib vběhl mezi fanoušky a strhla se bitka. Navíc McGregor byl napaden jedním z členů Nurmagomedova týmu. Až později se zjistilo, že McGregor udeřil jako první, protože chtěl bránit svůj tým.
Dne 26. března 2019 ohlásil svůj odchod do důchodu. Prezident UFC Dana White ale oznámil, že se v budoucnu pravděpodobně vrátí.

### Boxerský zápas s Floydem Mayweatherem (2017)
Dne 26. srpna 2017 se utkal v Las Vegas v boxerském klání s americkým neporaženým boxerem Floydem Mayweatherem. V zápase začal aktivně, ale postupně se unavil a Mayweather převzal iniciativu. Nakonec McGregor prohrál v desátém kole technickým K.O. Sám to okomentoval v tom smyslu, že sice byl unavený, ale rozhodčí zápas ukončil předčasně – kdyby ho počítal, mohl si odpočinout a pokračovat.

### Návrat do UFC a poslední zápas (2020–2021)
Conor se vrátil do klece 18. ledna 2020 na akci UFC 246. Jeho soupeřem se stal Donald „Cowboy“ Cerrone, zápasník s nejvíce výhrami v historii UFC. Zápas proběhl ve welterové váze. Šlo o úspěšný comeback. Hned po zaznění gongu se McGregor rozběhl a chtěl zasadit první úder. To se však nepodařilo a „Cowboy“ ho chtěl dostat na zem. To se také nepodařilo, nicméně pomocí úderu ramenem zlomil McGregor Cerronovi nos a následně kopem na hlavu a pár údery na zemi souboj vyhrál. Zápas celkově trval 40 sekund. Později Conor McGregor vyzval i několik hvězd světového formátu, samotného Conora pak vyzval i samotný Floyd Mayweather, Jr.. Dne 7. července 2020 však Conor „ukončil kariéru“. V roce 2021 se Conor McGregor vrátil do UFC, neboť jej vyzval Dustin Poirier, kterého Conor McGregor už jednou v roce 2014 porazil. Zápas se udál v lednu 2021, ale prohrál před začátkem druhého kola. Zápas zastavil lékař. V následující odvetě v létě téhož roku opět prohrál.

### Zrušený zápas s Chandlerem
V únoru 2023 se začal připravovat na zápas Michaelem Chandlerem. Kvůli zranění byl ale zápas v červenci 2024 zrušen.

## MMA výsledky

### Profesionální kariéra
| Výsledek | Bilance | Soupeř              | Metoda                        | Událost                                    | Datum              | Kolo | Čas  | Místo                                    | Zajímavost                                 |
| -------- | ------- | ------------------- | ----------------------------- | ------------------------------------------ | ------------------ | ---- | ---- | ---------------------------------------- | ------------------------------------------ |
| Prohra   | 22-6    | Dustin Poirier      | TKO (zastavení doktorem)      | UFC 264                                    | 10. července 2021  | 1    | 5:00 | Las Vegas, Nevada, United States         |                                            |
| Prohra   | 22-5    | Dustin Poirier      | TKO (údery)                   | UFC 257: Poirier vs McGregor 2             | 24. ledna 2021     | 2    | 2:32 | Abu Dhabi, Spojené arabské emiráty       |                                            |
| Výhra    | 22-4    | Donald Cerrone      | TKO (údery)                   | UFC 246: McGregor vs Cowboy                | 18. ledna 2020     | 1    | 0:40 | Paradise, Nevada, Spojené státy americké | Návrat po oficiálním ukončení kariéry      |
| Prohra   | 21-4    | Chabib Nurmagomedov | Donucení                      | UFC 229: Nurmagomedov vs McGregor          | 6. října 2018      | 4    | 3:03 | Las Vegas, Spojené státy americké        |                                            |
| Výhra    | 21-3    | Eddie Alvarez       | TKO (údery)                   | UFC 205: Alvarez vs. McGregor              | 12. listopadu 2016 | 2    | 3:04 | New York, Spojené státy americké         | Získal druhý titul, tentokrát v lehké váze |
| Výhra    | 20-3    | Nate Diaz           | Na body (většinové)           | UFC 202: Diaz vs. McGregor 2               | 20. srpna 2016     | 5    | 5:00 | Las Vegas, Spojené státy americké        |                                            |
| Prohra   | 19-3    | Nate Diaz           | Donucení (rear-naked choke)   | UFC 196: McGregor vs. Diaz                 | 5. března 2016     | 2    | 4:12 | Las Vegas, Spojené státy americké        |                                            |
| Výhra    | 19-2    | José Aldo           | KO (úder)                     | UFC 194: Aldo vs. McGregor                 | 12. prosince 2015  | 1    | 0:13 | Las Vegas, Spojené státy americké        | Získal první titul v pérové váze           |
| Výhra    | 18-2    | Chad Mendes         | TKO (údery)                   | UFC 189: Mendes vs. McGregor               | 11. července 2015  | 2    | 4:57 | Las Vegas, Spojené státy americké        |                                            |
| Výhra    | 17-2    | Dennis Siver        | TKO (údery)                   | UFC Fight Night: McGregor vs. Siver        | 18. ledna 2015     | 2    | 1:54 | Boston, Spojené státy americké           |                                            |
| Výhra    | 16-2    | Dustin Poirier      | TKO (údery)                   | UFC 178: Johnson vs. Cariaso               | 27. září 2014      | 1    | 1:46 | Las Vegas, Spojené státy americké        |                                            |
| Výhra    | 15-2    | Diego Brandão       | TKO (údery)                   | UFC Fight Night: McGregor vs. Brandao      | 19. července 2014  | 1    | 4:05 | Dublin, Irsko                            |                                            |
| Výhra    | 14-2    | Max Holloway        | Na body                       | UFC Fight Night: Shogun vs. Sonnen         | 17. srpna 2013     | 5    | 3:00 | Boston, Spojené státy americké           |                                            |
| Výhra    | 13-2    | Marcus Brimage      | TKO (údery)                   | UFC on Fuel TV: Mousasi vs. Latifi         | 6. srpna 2013      | 1    | 1:07 | Stockholm, Švédsko                       |                                            |
| Výhra    | 12-2    | Ivan Buchinger      | KO (úder)                     | CWFC 51                                    | 31. prosince 2012  | 1    | 3:40 | Dublin, Irsko                            |                                            |
| Výhra    | 11-2    | Dave Hill           | Donucení (rear-naked choke)   | CWFC 47                                    | 2. června 2012     | 2    | 4:10 | Dublin, Irsko                            |                                            |
| Výhra    | 10-2    | Steve O'Keefe       | KO (lokty)                    | CWFC 45                                    | 18. února 2012     | 1    | 1:33 | Kentish Town, Anglie                     |                                            |
| Výhra    | 9-2     | Aaron Jahnsen       | TKO (údery)                   | CWFC: Fight Night 2                        | 8. září 2011       | 1    | 3:29 | Ammán, Jordánsko                         |                                            |
| Výhra    | 8-2     | Artur Sowinski      | TKO (údery)                   | Celtic Gladiator 2: Clash of the Giants    | 11. června 2011    | 2    | 1:12 | Port Laoise, Irsko                       |                                            |
| Výhra    | 7-2     | Patrick Doherty     | KO (úder)                     | Immortal Fighting Championship 4           | 16. dubna 2011     | 1    | 0:04 | Letterkenny, Irsko                       |                                            |
| Výhra    | 6-2     | Mike Wood           | KO (údery)                    | Cage Contender 8                           | 12. března 2011    | 1    | 0:16 | Dublin, Irsko                            |                                            |
| Výhra    | 5-2     | Hugh Brady          | TKO (údery)                   | Chaos FC 8                                 | 12. února 2011     | 1    | 2:31 | Londonderry, Severní Irsko               |                                            |
| Prohra   | 4-2     | Joseph Duffy        | Donucení (arm triangle choke) | Cage Warriors 39: The Uprising             | 27. listopadu 2010 | 1    | 0:38 | Cork, Irsko                              |                                            |
| Výhra    | 4-1     | Connor Dillon       | TKO (poranění nohy)           | Chaos FC 7                                 | 9. říjen 2010      | 1    | 4:22 | Londonderry, Severní Irsko               |                                            |
| Výhra    | 3-1     | Stephen Bailey      | TKO (údery)                   | K.O.: The Fight Before Christmas           | 12. prosince 2008  | 1    | 1:22 | Dublin, Irsko                            |                                            |
| Prohra   | 2-1     | Artemij Sitenkov    | Donucení (kneebar)            | Cage of Truth 3                            | 28. června 2008    | 1    | 1:09 | Dublin, Irsko                            |                                            |
| Výhra    | 2-0     | Mo Taylor           | TKO (údery)                   | Cage Rage Contenders – Ireland vs. Belgium | 3. května 2008     | 1    | 1:06 | Dublin, Irsko                            |                                            |
| Výhra    | 1-0     | Gary Morris         | TKO (údery)                   | Cage of Truth 2                            | 8. března 2008     | 2    | 0:08 | Dublin, Irsko                            |                                            |